# Exogone brevifalcigera
Exogone brevifalcigera är en ringmaskart som beskrevs av Hartmann-Schröder 1990. Exogone brevifalcigera ingår i släktet Exogone och familjen Syllidae. Inga underarter finns listade i Catalogue of Life.